# Associació de Pares de Minusvàlids del Baix Camp
L'Associació de Pares de Minusvàlids del Baix Camp és una entitat sense afany de lucre declarada d'utilitat pública, que des dels seus inicis, ha tingut com a objectiu principal donar atenció a les persones adultes amb discapacitat psíquica de la comarca del Baix Camp i a les seves famílies. Això inclou la integració i normalització dels discapacitats, que passa per oferir una ocupació laboral, un temps lliure amb sentit i una estabilitat digna pel que fa al seu lloc de residència.
L'associació s'ha format al voltant d'un taller ocupacional per a discapacitats creat el 1983 i que amb els anys s'ha anat ampliant a dues llars-residències i d'altres serveis. El 2005 va rebre la Creu de Sant Jordi.